# الری هاردینگ کلارک
الری هاردینگ کلارک (انگلیسی: Ellery Harding Clark؛ ۱۳ مارس ۱۸۷۴ – ۱۷ فوریهٔ ۱۹۴۹) یک ورزشکار اهل ایالات متحده آمریکا بود.